# 白族文学
白族主要分布在云南省，讲白语，通用汉文，有悠久的文学传统。有着神话、传说、故事、民歌、叙事诗、民间曲艺等多种体裁的民间文学，是白族文学的主要组成部分。作家文学在南诏建国后亦开始兴起。

## 神话
白族很早就产生了自己的创世神话，如《开天辟地》、《伏羲和娃妹》、《氏族来源的传说》等，讲述洪水灾难后人类再造世界并繁衍生息。这些神话中，鸟、树等生命与人通力合作，各氏族祖先皆为女性且与动物通婚，对人与自然有生动的描绘。有一类神话描绘自然现象，如《鸟吊山》、《大理石的传说》等。其中《太阳神话》讲述太阳神使神力驱散了苍山云弄、沧浪两峰的云雾，使得庄稼丰收。关于龙的传说广为流传，以致王士祯有“大理多龙”之语。主要有《金鸡和黑龙》、《小黄龙与大黑龙》、《苍山九十九条龙》、《密息岩清水龙与浑水龙》、《小河山的传说》、《幺龙王》、《白龙潭》等。
九隆神话广泛流传于西南地区，在《后汉书·西南夷传》和《华阳国志》中就已出现，大体讲述沙壹生十子，沉木化为龙出现，九子四散，唯幼子不去，取名九隆，后被推举为王。白族视九隆为他们的祖先。《南诏野史》等书提到汉武帝封仁果为“白子国”王，另一说则伪托《隋书》记载，称白国之祖白饭王为阿育王次子。《白王的出生》、《白王打天下》、《南诏国王的诞生》、《大理国王的诞生》等传说也广为流传，它们都深受《九隆神话》影响。
旧时白族人信仰“本主”，崇拜那些为民立过大功的人，产生出不少神话传说。这类神话受图腾崇拜、祖先崇拜、英雄崇拜影响，歌颂对象有自然之神、猎人、牧民、渔民、农民、地方官吏、长工、菩萨、僧人等。《杜朝选》、《段赤城》关于杀蟒英雄。《大黑天神》流传很广，其中一种传说是：玉皇大帝派天神散布“瘟丹”以消灭人类，天神看到人类的幸福生活，不忍心散布瘟疫却又无法复命，于是吞下所有符咒，脸和全身都变黑了。天神死了，但却被感激他的人类奉为本主。关于南诏统治者和杀妖治鬼的故事也有出现。
古老的西山民歌中保留了白族自己的史诗《创世纪》。内容分三部分：“洪荒时代”：盘古盘生两兄弟在先知指示下钓去了龙王三太子，引发了一系列与龙王的斗法，最终再造世界。“天地的起源”：盘古化为天、盘生化为地，最终生出天地万物。“人类的起源”：最初没有人种，观音留下一对兄妹，他们做夫妻繁衍出人类。另外，《放羊歌》讲述羊的来历、叔王给白王放羊，《点菜蔬》为婚宴中所唱，想象出大山、大海、天上、地下的珍奇菜肴。

## 地方风物传说与故事
大理的白族人取材风景名胜、历史事件等，创作了许多故事和传说，比如大理流传的风花雪月四景传说。《火烧松明楼》讲述柏洁夫人起兵反抗南诏王皮逻阁，因寡不敌众被俘，皮逻阁欲与之成婚，但她要求给丈夫守孝百日，事毕后投洱海死。之后每年这天各村寨下海赛船，象征打捞夫人的尸体，六月二十五日还要过火把节，燃炬以象征救援柏洁。故事取材皮逻阁统一六诏的史实，在当地彝族、回族和傈僳族中也有流传。
《望夫云》讲述美丽的南诏公主与一英俊的穷猎人相爱而私奔，南诏王怒而令法师将猎人打入洱海。公主悲愤死去，化为白云，每年八九月出现在玉局峰上。《美人石》则叙述白王的公子带着王的字条寻访伴侣，可所到之处百姓都躲避，他一气之下将字条贴在一块石头上，石头就飞起来跟着他，一直飞进王宫。其他的地方风物故事还有《蝴蝶泉》、《神奇的鸟会》、《鸡足山》、《绕山林》、《玉白菜》等。

## 机智人物故事
白族的机智人物故事主要有六八、艾玉、赵成、黄丈三等。故事情节多是抓住对方的贪婪来捉弄地主、土官等，是白族中的讽刺文学。 

## 民间诗歌
白族民间诗歌分为打歌、歌谣、长诗和对口山歌。“打歌”在白语中是游戏、娱乐之意，这种歌舞动作简单、无严格音韵、句式不规则，体现出简朴的美，然而近几十年来却濒于消亡。汉武帝时期，白族产生了最早有书面记载的歌谣《行人歌》，抒发了为汉武帝开凿僰道的民工内心的不平。
白族调在近现代以来极为流行，一般用三弦琴伴奏，歌词为白语，可独唱、对唱。短调格式一般为“三七七五、七七七五”。内容包括反映受压迫的痛苦、反抗封建礼教和封建婚姻制度、歌颂纯真爱情、赞美劳动生产、反映社会风俗等等，还有独特的反义歌和谐音调。对口山歌流传于汉白杂居地区，它口头流传，一般为即兴之作、在古代曾经被认为“不正经”而屡遭禁止。它主要反映爱情，有“采花调”、“相交调”、“做喜事调”、“盘歌”、“叙古情”等。
本子曲是另外一种长诗形式，是在白族调的基础上形成，流传于剑川、洱源等地，代表作有《鸿雁带书》、《鸿雁回书》、《李四维告御状》、《青姑娘》、《放鹞曲》、《黄氏女对金刚经》等。《鸿雁带书》是一位白族妇女托鸿雁传给外出做工的丈夫的一系列表达思念之情的信件。《青姑娘》讲述剑川一位美丽善良的白族女，自小作童养媳，受到婆家虐待，最后跳进海尾河。它结合了诗、歌、舞等表现形式、人物语言与歌者语言相交错，富于表现力。《放鹞曲》讲一位小伙儿放鹞时与同样也去田里赶雀儿的姑娘一见钟情，但后来那位姑娘的母亲把她许配给有钱人，遭到反抗，最后女儿重病身亡，小伙儿躲债回来听闻姑娘死讯，到她的坟上拜祭。“串枝连”诗体在剑川县十分流行，它的特点是上一诗段末句与下一诗段末句相同，内容也是一环扣一环，《放鹞曲》的部分地方就出现了这个特点。《黄氏女对金刚经》则通过黄氏女的悲剧，劝人信佛以超脱苦海。

## 戏曲
大本曲是白族中流行的曲艺形式，基本格式为“七七七五”，唱白结合。其唱词格式为“三七七五”，以白语为主；唱腔分“南腔”、“北腔”两派，基本唱腔为“九板”、而“十八调”、“十三腔”为小调；乐器多为三弦；与白族民歌有紧密联系。唱本有的是从汉族地方戏曲中移植、有的源于过去在白族民间流传的“劝世文”、有的来自白族的民族生活、历史和故事传说。
吹吹腔是白族的民间戏剧。多数根据汉族历史故事和传说改编，亦有一些源自白族的民族生活和传说故事，剧目有200多种。

## 作家文学

### 南诏时代
南诏时期，白族知识分子与汉族往来密切，诗文多受唐代文学影响，又有浓郁的民族特色。重要的诗人多出自王室。南诏王隆舜曾写有《星回节游避风台》一诗，表达南诏君臣的生活和思想。杨奇鲲的《岩嵌绿玉》被收入《全唐诗》，是咏物的名作。清平官赵叔达的《星回节避风台骠信命赋》是隆舜诗的唱和之作，以古白语入诗。段义宗也是当时著名的白族诗人，曾作为南诏使臣出使唐和前蜀，后被毒杀，《大慈寺芍药》、《三学院经楼》、《题判官赞卫有听歌妓洞云歌》、《思乡》等诗风行一时。

### 明代
在明代，白族涌现出杨黼、杨南金、杨士云、李元阳、高桂枝等著名作家。杨黼因《山花碑》知名，这块碑原立于大理县喜洲公社的庆洞庄圣源寺南的观音阁内，以古白文记录“山花体”歌谣，抒发故国之思和怀才不遇的愤懑之情。杨南金是邓川人，著有《裨乡集》、《守土训》、《三教论》等，均已亡佚，仅传散文数篇，诗五首，其作品谴责官吏贪腐、揭露苛政误民，把理想寄托在循良官吏身上。杨士云，大理喜洲人，现存《杨弘山先生存稿》十二卷，多为诗歌，尤以绝句成就最高。其诗有表现个人生活及与友人游览唱和的，如《栽秧》、《栽罢》；有关心农事、反映民间疾苦的，如《见野妇挑菜》、《紫笋茶》、《旱》。他还是第一个写词的明代白族文人。大理人李元阳是明代中后期的作家，曾与杨仕云修《大理府志》，有《李忠溪全集》十卷传世。其诗大半是归隐后所写，多“优游山水”之作，表现奇丽山河、风土人情，奔放明快是其特色，表现出陆王心学的影响。也有像《书轩言怀》这样的反映现实的作品。高桂枝是明末白族文学的代表，流传下来的诗有十几首，《卫军行》、《挑河吟》描述被强征去戍边的人民的痛苦，其他作品则表现自己的隐居生活。

### 清代和民国
清朝至民国白族文学的代表人物有王崧、师范、李於阳、赵藩、周钟岳、赵式铭、张子斋、马曜、杨明、马子华等。师范并工诗画，其诗明白晓畅，多揭露民间疾苦和官场黑暗。李於阳诗多是关于大理的风土人情，著有《即园诗钞》。王崧是当时著名的学者，其作多阐发孔孟之道，文理与桐城派相近。他推崇韩愈“文以载道”的思想，对科举制度大加攻击。有《乐山集》等。赵藩出身官宦世家，曾镇压杜文秀民变，后支持革命，1913年当上国会议员，与高旭、章太炎等有交往。其诗常反映重大政治事件，有《向湖村舍诗文集》、《骈文诗钞》、《鹤巢言是小录》等诗文集存世。赵式铭是教育家、史学家、语言学家。1904创办《丽江白话报》，1909年又创办《永昌白话报》。1910年，在昆明与钱平阶、由云龙创办《云南日报》。1916年前后，在广州参加南社。1934年前后参加章炳麟等创办的“苏州国学会”。1932至1942年,和周钟岳编修《云南通志》。他的诗文作品有手稿《睫巢诗稿》、《希夷微室诗钞》、《睫巢文稿》、《行年七十自述》等，对旧体诗和古典诗歌理论卓有贡献。马曜曾是中共地下党员，长期从事反蒋活动，著有《茈湖精舍诗初集》等。马子华与现代派的施蛰存、戴望舒等有过交往，后来加入左翼作家联盟，曾于1945年整理出《云南民间传说集》。出版散文集《滇南散记》等。

### 当代
中华人民共和国成立后，白族文学的代表人物有戏剧家杨明、散文作家马子华、小说家杨苏及诗人晓雪、张长等。杨明是滇剧编剧，著有《牛皋扯旨》、《打瓜招亲》、《鼓滚刘封》、《京娘送兄》、《借亲配》等。杨苏的小说集有《没有织完的统裙》、《求婚》等，反映边疆地区的革命往事，也写过一些歌颂大跃进的作品。晓雪的作品有《祖国的春天》、《采花节》、《晓雪诗选》等诗集和《生活的牧歌》、《浅谈集》等评论集，其叙事诗常借鉴民间传说，具有鲜明的民族性。张长的诗描绘边疆风情，代表作有诗集《澜沧江之歌》等。